# Specijalni vlakovi velike brzine
Specijalni vlakovi velike brzine opisuje:
- prototipove vlakova
- ograničene serije vlakova
- mjerne vlakove
- poznate konceptualne vlakove

## TGV
- Turbotrain - prethodnik TGV-a
- TGV 001 - vlak velike brzine, čiji pogon je trebao biti plinska turbina. Pokusi vožnje, kojima su se testirale brzine od 300 km/h su prošli bez problema. 8. prosinca 1972 je vlak postigao svoj rekod s 318 km/h.
- TGV-150 - vlak, koji je specijalno građen, kako bi se dokazalo da su šinska vozila sposobna za puno veće brzine od granice za željeznice velike brzine. Vlak je specijalno građen iz isprobanih komponenti iz raznih sustava u novu cjelinu samo da bi se postigao rekord, koji je postignut pri brzini od 574,8 km/h. Nakon toga je vlak rastavljen.
- TGV-P-01 (TGV - Pendulaire) - vlak, koji je služio za testiranje ugradnje nagibne tehnologije u TGV porodicu vlakova. Testne vožnje su rađene na konvencionalnim linijama s 220 km/h. Na specijalnim linijama velike brzine je dostignuto 320 km/h.
- TGV-NG (TGV-Nouvelle Génération)- ovaj vlak je planiran za maksimalne brzine od 350-260 km/h. Trebao je biti vlak, koji podržava četiri različita naponska sustava, kako bi mogao prometovati u cijeloj Europi. Razvijao se poseban pantograf za ovaj vlak. Trebao je biti 30% lakši. Projekt je trenutno zamrznut, jer trenutno ne postoji potreba za njime.
- IRIS 320 - 320 km/h brzi ispitni vlak, laboratorij na kotačima. Posjeduje mjernu opremu, kao i kuhinju i krevete za posadu mjernih stručnjaka.
- Elisa, kasnije preimenovana u AGV (Automotrice à Grande Vitesse)- testni vlak koji dostiže 360 km/h. Razlika u odnosu na ostatak TGV serije su motori rasporedjeni ispod svakog vagona, za razliku od dvije pogonske glave na krajevima. Postoji jedan prototip.

### Aérotrain (francuska eksprimentalna vozila, koja se nisu kretala na klasičan način)
Na ravnim površinama se vozila na zračnom jastuku mogu vrlo dobro kretati, ali na neravnom podvozju postoje veliki problemi s kretanjem. Ovaj vlak je koristio specijalno podvozje. Kako bi ostao tocno u pravcu, betonski put je dobio srednju šinju, koja je također bila od betona. Tipovi testnih vozila:
- Aérotrain Expérimental 01 - Godine 1963 ovaj vlak je posjedovao raketni motor, koji ga je mogao ubrzati na 303 km/h. Kasnije su inženjeri zamijenili pogon pomoću propelera s plinskom turbinom. Dvije dodatne rakete s krutim gorivom su omogućile ubrzanje modela 1:2 do 345 km/h. 1969 je odvozio 3000 vožnji sveukuopnoj duljini od 18.600 km i prevezao 5500 Passagiere.
- Aérotrain Expérimental 02 - moralo se odustati od smještaja za putnike. Bio je konstruiran kako bi postigao što veće brzine. Već kod pokretanja probnih vožnji je prešao brzinu od 300 km/h. 22. siječnja 1969. je postigao rekord 422 km/h.
- Aérotrain I-80 - Za buduću komercijalnu uporabu je Aérotrain morao imati drugačije dimenzije, nego prijašnji eksperimentalni vlakovi. Vozilo je imalo mjesta za 80 putnika. Dužina je bila 27 metra, širina 3,20 metra. Nazvan je „Orléans 250 - 80" i predstavljen javnosti 7. lipnja 1969. 13. listopada je postigao brzinu od 250 km/h.

Napravljen je ugovor za izgradnju novih linija, ali 17. lipnja 1974. (oko mjesec dana kasnije) je ugovor raskinut. Vlada je dala prednost projektu TGV, koji je tada bio u planu i bazirao se na iskustvima pokusa s vozilom na zračnom jastuku.

## Tracked hovercraft (RTV31)
Nastao je 1960. Kombinirao je linearni indukcijski motor (princip koji se koristi u Maglev tehnologiji) i princip "hovercraft"-a. Po koncepciji vrlo sličan Aérotrainu. Cilj je bio postići brzinu od 250 mph, iako je u pokusima postihnuto samo 104 mph (167 km/h) na dužini od 1 milje, unatoč kratkoj pruzi i protuvjetru od 20 mph.

## Schienenzeppelin
Schienenzeppelin je bio od Franza Kruckenbera 1929 konstruiran motorni vlak. Pogon je bio konstruiran kao avionski propeler sa zadnje strane i samo je jedan vlak sagrađen. Vlak je pri pokusima dostigao najveću brzinu od 230,2 km/h. Jedna od glavnih nedostataka vlaka je bila nemogućnost dodavanja vagona, zbog načina pogona. Nadalje, vlak nije mogao koristiti propeler za uspinjanje na velike nagibe. Također, nije bilo moguće voziti unatrag, zbog propelera.

## Adtranz 12x
Njemačka probna električna prototipska lokomotiva, koja se koristila (i još se koristi) za isprobavanje novih tehnologija. Po potrebi se pregrađuje i testiraju preinake. Pri testovima je dostigla brzine do 220 km/h.

## ICE
- ET 403 - Pokusni vlak za nagibnu tehnologiju, koji je mogao voziti do brzine od 200 km/h. Napravljena su tri vlaka, ali su se pokazali kao nepouzdani.
- ICE-V - pokusni vlak za ICE, napravljen kako bi se dobile tehnološka mjerenja. Vlak postiže pri jednoj probnoj vožnji maksimalnu brzinu od 406,9 km/h. Maksimalna dozvoljena brzina: 350 km/h.
- ICE-S -  pokusni vlak, iz kojega je nastao ICE 3. Maksimalna dozvoljena brzina: 330 km/h. Maksimalna dostignuta brzina: 393 km/h
- ICE-D - na jednu ICE 1 garnituru se nalazi spojena jedna ICE 2 pogonska glava s jednim vagonom s pogonom svih osovina (serija 410 203). Ova dva spojena dijela vlaka se označavaju kao ICE-D i služe za dugotrajne testove svakodnevne uporabe. Motorni srednji vagon se sasvim normalno može koristiti od putnika. Zadnja okretna osovina od ICE 2 pogonske glave je isključena za stalno.
- ICE-21- Trenutno je zamrznut projekt izgradnje ICE 21. Cilj je isprobati nove materijali i tehnike pogona. Daljnji detalji nisu poznati.

## TGV & ICE (SNCF & DB) kooperacija
- Eurotrain - Francuske i Njemačke željeznice su u kooperaciji napravile vlak, koji je ustvari mješavina TGV-Duplex i ICE 2 sustava vlakova velike brzine. Pogonske jedinice su od ICE-a, a srednji vagoni od TGV-a. Ovaj vlak je trebao biti izvezen u Tajvan. Međutim, Tajvanske željeznice su sasvim neočekivano kupile vlak od Shinkansen grupe. Time je ovaj projekt zamrznut.

## TGV & ICE (SNCF & DB & Trenitalia) kooperacija
- HTE (Highspeed Train Europe) - krajem 90-ih godina je postojala potreba za jedinstvenim, modularno građenim, Europskim vlakom visoke brzine. Trebao je postati zajednički produkt francuske, njemačke i talijanske željeznice. Italija se povlači kratko vrijeme nakon početka projekta. Ovaj vlak je trebao postati zajednički vlak, koji bi ujedino platforme vlakova TGV i ETR500 (Pendolino). Međutim, od 10.000 detaljnih tehničkih pitanja, oko 500 ih je bilo neuskladivo. Projekt je zamrznut 2004.

## Shinkansen
- Star 21 - S ovim testnim vlakom se isprobavaju razni tipovi osovina. U prosincu 1993. je Star 21 s 425 km/h postigao Japanski brzinski rekord.
- WIN 350 - U vremenu od 1992. do 1996. je JR West izvršavao testne vožnje s ovim vlakom. On je bio konstruiran do brzine od 385 km/h. Iz iskustava testa je konstruirana Shinkansen serija 500.
- 300X- S 443 km/h je ovo drugi najbrži vlak na svijetu. Tehnika je preuzeta od Shinkansen serije 300. Rezultati testova su omogućili razvoj Shinkansen serije 700.
- Doctor Yellow - Diagnostička vozila. Ime su dobili po boji.Oni su nastali spojem tehnologije iz Shinkansen serije 0 i 700. Koriste se samo u noćnim terminima kada nema drugog prometa.
- East i - Novi vlak za provjeru gornjeg ustroja pruge i električne kontakte mreže na linijama Yamagata- i Akita-Shinkansen.

### Fastech
Fastech 360 - Ovo su bili testni vlakovi od JR East za provjeru područja brzina do 405 km/h.
Postojale su dvije izvedbe:
- E954-360S - garnitura od 8 vagona samo za Shinkansen linije
- E955-360Z - garnitura od 6 vagona za Shinkansen i Mini Shinkansen linije

## Talgo
- Talgo XXI - prototip dizelskog vlaka velike brzine. Napravljen je radi testiranja nagibne tehnologije (prirodno nagibanje). Dostizao je brzinu od 220 km/h. Maksimalna testna brzina je iznosila 256,38 km/h.

## APT
- APT (advanced passenger train) - Vlak je bio namijenjen za serijsku prozvodnju. Princip rada je bio zamišljen tako, da plinske turbine pogone elektromotore (APT-E) i (drugi prototipovi) pantografe za električnu mrežu za električne motore (APT-P i ATP-S). Maksimalno dostignuta brzina: 245 km/h. Maksimalno dostignuta brzina: 250 km/h. Međutim, nakon niza tehničkih problema je razvoj vlaka ukinut. Tri produirane jednice su završile u muzejima. Naslijednik ovoga vlaka je InterCity 125.

## Ruski eksperimenti: Sokol, ER22, TEP80
- Sokol-250 - testni vlak za velike brzine, koji je sastavljen 90% u Rusiji. Nikada nije došlo do serijske produkcije iz političkih razloga.
- ER22 - Turbojet vlak. Vlak se pogoni pomoću potiska, a ne direktnim prijenosom snage na kotače. Sagrađen je 1970. Uspio je dostići brzinu od 250 km/h (160 mph). Masa mu je bila 54.4 tona (uključujući 7.4 tona goriva) i bio je 28 metara dugačak.
- TEP80 - Samo dva primjerka su sagrađena od ovoga modela. Druga drži svjetski rekord za dieselski pogonjeno vozilo s 271 km/h na datu, 5.10.1993.

## Pendolino
- ETR Y0160 - Ovaj prototip je napravljen 1971., kako bi se ispitali parametri za konstrukciju nagibnog vlaka. Vlak je postigao testnu brzinu od 250 km/h. Ovaj prototip je osnova za sve modele kasnije Pendolino serije vlakova.
- ETR X 500 i ETR Y 500 - Ovo su bili prototipovi vlaka za talijanske željeznice, koji su kasnije doživjeli serijsku proizvodnju, međutim sa znatnim modifikacijama. ETR.500-X je dostigao testnu najveću brzinu od 319 km/h.

## Jettrain
JetTrain je prototip eksperimentalnog vlak velike brzine napravljenog za uporabu na neelektirificiranim linijama. Napravljen je 2002. na osnovi Acele. Koristi serijsku avionsku plinsku turbinu za generiranje napona, koji se koristi za pogonske elektromotore umjesto uzimanja napona iz naponske mreže. Unatoč tome što je tehnologija spremna i isprobana ne postoji zainteresirani kupac za masovnu proizvodnju. Koristi se plinska turbina snage 3,750 kW (5,000 konjskih snaga), koja omogućuje brzine do 240 km/h.

## Studiengesellschaft für Elektrische Schnellbahnen (St.E.S.)
Kako bi se ispitale mogućnosti vlakova velike brzine,1903. godine su se udružile Njemačke vodeće tvrtke na području elektrotehnike u organizaciju "Studiengesellschaft für Elektrische Schnellbahnen".Isprobavano je 2 prototipa vlaka
s vučom na trofaznu struju, koristeći specijalnu konstrukciju.
Pri tome su dostignute brzine od 200 km/h, a najzad i rekord od 210 km/h.
Jedan od prototipova je dostigao 210 km/h, a drugi samo 206 km/h.
Koristila se 23 km dugačka pokusna trasa, s posebno ojačanim tračnicama i kontaktnom mrežom, za tada velike brzine.

## Galerija slika
- Turbotrain
- TGV 001
- TGV V150
- TGV Iris 320
- TGV AGV, nastao iz programa prvotno nazvanog Elisa
- AeroTrain 02 u muzeju
- Ostatci vozila RTV31
- Schienenzeppelin
- Adtranz 12x s mjernim vagonom
- ICE-V
- ICE-S
- Eurotrain
- Shinkansen "Doctor Yellow", stariji model
- Shinkansen "Doctor Yellow", noviji model
- Shinkansen STAR21
- Shinkansen 300x
- Shinkansen East i
- Shinkansen Fastech 360
- APT-P
- APT-E
- Talgo XXI
- Protoip ETR FIAT Y 0160
- ETR X 500
- JetTrain
- Pokusni vlak od St.E.S., koji je dostigao 206 km/h
- Pokusni vlak od St.E.S., koji je dostigao 210 km/h
- TEP80